# Walter Hopp (Missionar)

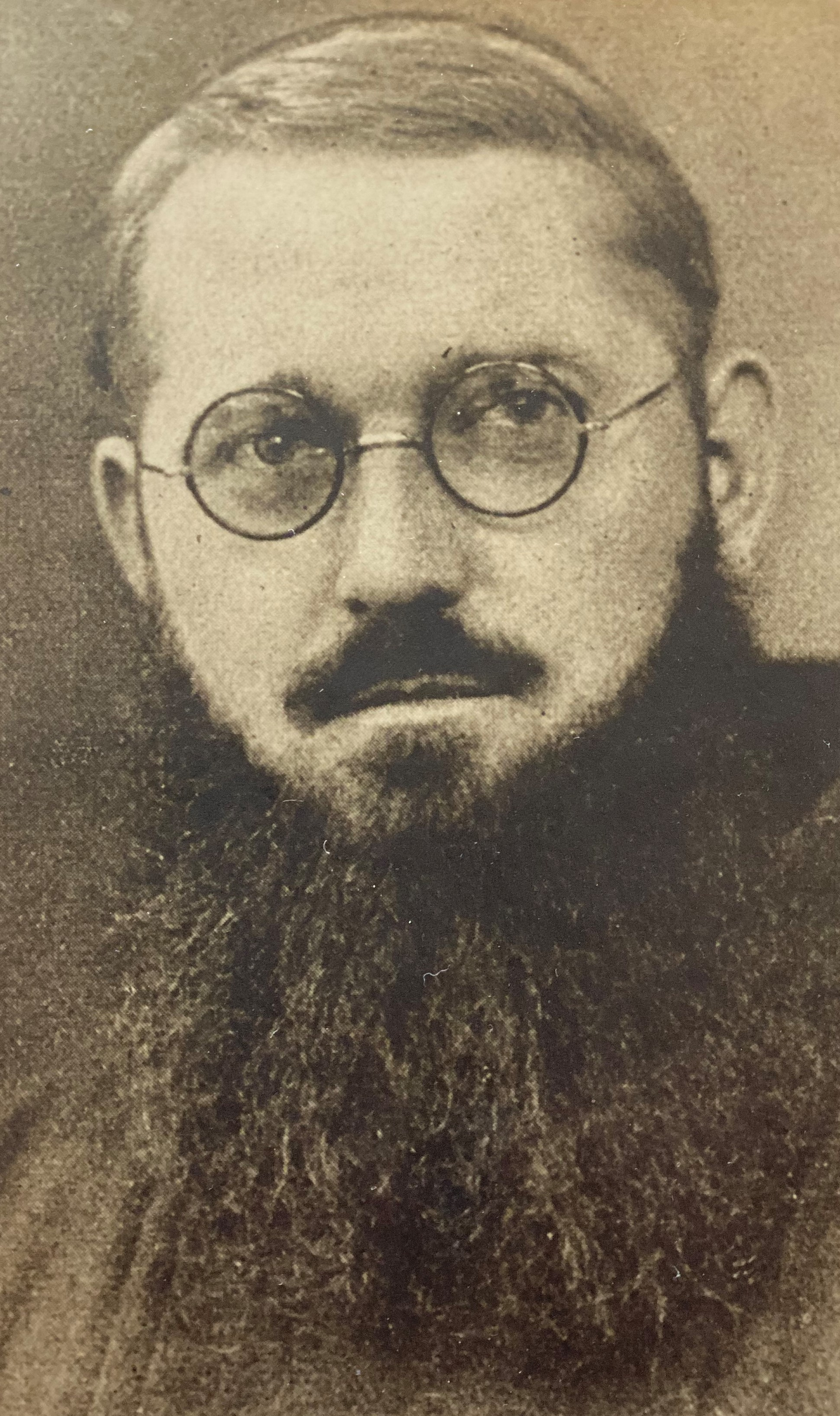
Walter Hopp, 1922

Walter Hopp OFMCap (chinesisch 和開泰, Pinyin Hé Kāi Tài; * 4. Oktober 1889 in Krefeld; † 12. November 1954 in Sterkrade) getauft als Johann Hopp, war ein deutscher Kapuziner, Missionar in China und Verfasser zahlreicher Schriften.

## Leben
Walter Hopp trat am 17. September 1910 in den Kapuzinerorden ein und wurde am 10. August 1916 zum Priester geweiht.
1923 reiste Hopp als Missionar nach China. Über seine Reise von Krefeld nach Tianshui (Tsinchow) schrieb er ein Tagebuch. Das Tagebuch wurde zunächst in mehreren Zeitungen veröffentlicht., u. a. Hamborner Volkszeitung. Eine Buchfassung unter dem Titel Ins blumige Reich der Mitte erschien im Januar 1924 im Duisburger Echo-Verlag. Innerhalb weniger Monate folgten die 2., 3. und 4. Auflage. Das Buch schildert sehr anschaulich die Reise mit einem Frachtdampfer und die Reisebedingungen im China der 1920er Jahre. Vom 10. Januar bis zum 4. März 1923 fuhr er mit dem Frachtdampfer Pfalz der Norddeutscher Lloyd von Rotterdam über Antwerpen, Palamós, Colombo, Singapur und Hongkong nach Shanghai. Von Shanghai führte ihn seine Reise per Bahn über Nanjing, Yanzhou (Yenchowfu) nach Lingbao (Kwany-intang). Von dort reiste Hopp mit einem Ochsen-Karren über Xi’an (Sianfu) und Pingliang weiter nach Tianshui in der Provinz Gansu, das er am 20. April 1923 erreichte.
In Tianshui befand sich die Zentralstation des damaligen apostolischen Vikariats Ost-Gansu, dem heutigen Bistum Tianshui. Dort erlernte Hopp die chinesische Sprache. Ab Ende 1923 verantwortete er in dem Vikariat Ost-Gansu mehrere Hauptstationen, zunächst die in Gangu (Fukiang).
1928 schrieb er den Text für den dritten Band von Puckchen und Muckchen: Puckchen und Muckchen, Auf Radiowellen nach China. Puckchen und Muckchen sind zwei von Carl Storch geschaffene Zwerge, die die Welt erkunden. Charakteristisch ist ihre Neugier auf das Unbekannte und dass sie häufig mit viel Glück den Gefahren des Reisens entrinnen können. Die illustrierten Kindergeschichten in Reimform erinnern an Max und Moritz von Wilhelm Busch. Carl Storch hat die Figuren in den ersten beiden Bänden entwickelt, für die er neben der Illustration selbst die Texte geschrieben hat (Puckchen und Muckchen, Zwergenreise ins Erdinnere, als Buch erschienen 1924, und Puckchen und Muckchen in Amerika, als Buch erschienen 1926). In dem dritten Band lesen Puckchen und Muckchen einen Brief eines China-Missionars und beschließen, ihn in Gansu zu besuchen. Ihre Reiseroute von Shanghai nach Gansu, ihre Reisemittel „erst acht Tage Eisenbahn, Karrenfahrt noch hintendran“ und manche Reiseerlebnisse entsprechen der eigenen Reise von Walter Hopp, die er Ins blumige Reich der Mitte beschrieben hat.
1949 kehrte Hopp nach Deutschland zurück.

## Werke
- Ins blumige Reich der Mitte, Tagebuchblätter des China-Missionars P. Walter, Echo Verlag, Duisburg 1924
- Puckchen und Muckchen, III. Bändchen, Auf Radiowellen nach China, illustriert von Carl Storch, Klausenverlag Ehrenbreitstein, Koblenz 1928
- Filmstreifen aus Ost-Kansu, Limburger Vereinsdruckerei, Limburg a.d.L. 1930
- Gotteskampf auf Gelber Erde, Festgabe zum Silbernen Bischofsjubiläum Sr. Exzellenz Salvator Petrus Walleser O.M.Cap., herausgegeben von Gonsalvus Walter, Schöningh, Paderborn 1938